# Ненинский сельсовет
Ненинский сельсовет — муниципальное образование со статусом сельского поселения и административно-территориальное образование в Солтонском районе Алтайского края России. Административный центр — село Ненинка.

## Демография
По результатам Всероссийской переписи населения 2010 года, численность населения муниципального образования составила 1094 человека, в том числе 521 мужчина и 573 женщины. Оценка Росстата на 1 января 2012 года — 1081 человек.

## Населённые пункты
В состав сельского поселения входит 2 населённых пункта:
- село Ненинка,
- село Новая Ажинка.